# Hardthöhe

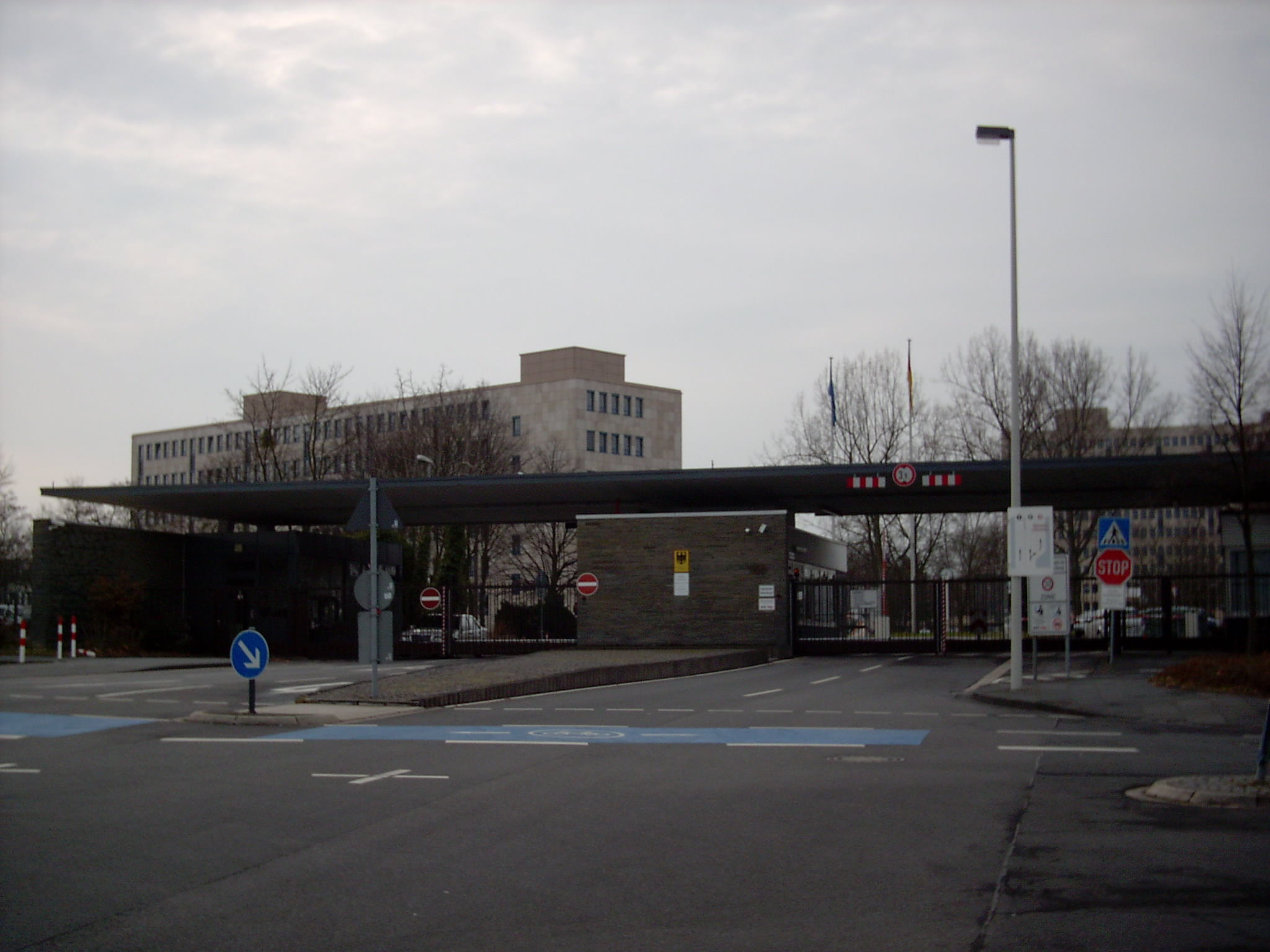
Nordwache der Hardthöhe (Zustand vor dem 2011 abgeschlossenen Umbau)

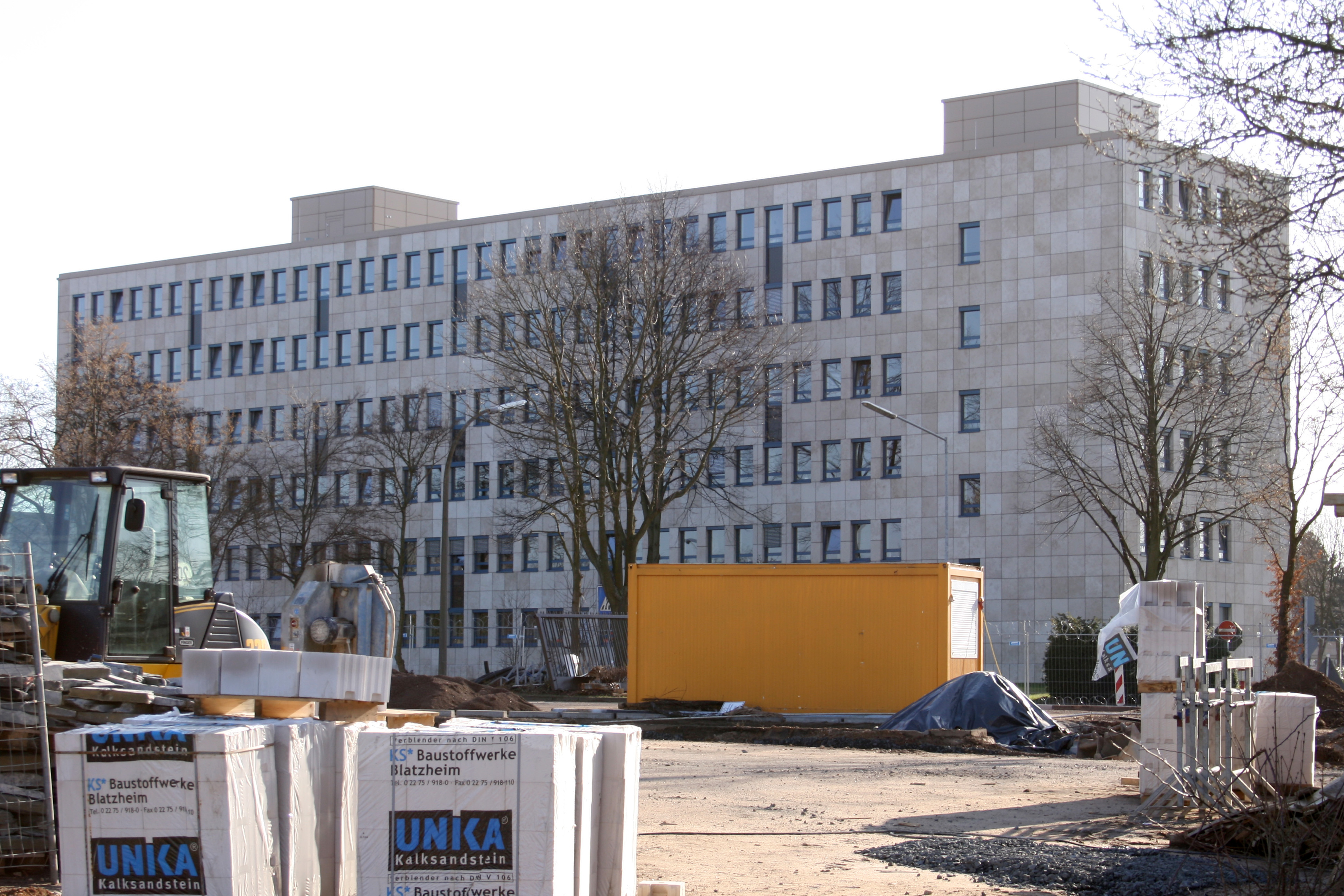
Gebäude auf der Hardthöhe

Die Hardthöhe in Bonn ist der erste Dienstsitz des Bundesministeriums der Verteidigung (BMVg). Der zweite Dienstsitz ist der Bendlerblock in Berlin. Die Liegenschaft Hardthöhe liegt im gleichnamigen Bonner Ortsteil Hardthöhe, dessen gesamte Fläche sie einnimmt. Die Kaserne wurde ab 1956 errichtet. Dort arbeiten ca. 1500 Mitarbeiter des Bundesministeriums, mit nachgeordneten Dienststellen insgesamt etwa 5000 in 113 Gebäuden.

## Erschließung
Der Hauptzugang zur Liegenschaft Hardthöhe ist die Nordwache am Fontainengraben. Daneben bestehen als weitere Zugänge die Südwache am Brüser Damm und die Ostwache an der Pascalstraße. Die Straßen und Plätze auf dem Gelände selbst tragen seit Herbst 1990 eigene Namen nach deutschen Städten.

## Geschichte
Am 7. Juni 1955 war die so genannte „Dienststelle Blank“ in das Bundesministerium für Verteidigung umgewandelt worden. Etwa zeitgleich begannen die Planungen für den Bau von Gebäuden für das Ministerium auf der Hardthöhe. Hier befand sich vormals ein Standortübungsplatz. Zunächst nutzte das Ministerium noch die vom Amt Blank verwendeten Räume in der Bonner Ermekeil-Kaserne, somit war diese Kaserne der erste Sitz des Verteidigungsministeriums. Die Planungen für die Neubauten auf der Hardthöhe stießen auf Kritik der Opposition. Die SPD forderte Anfang 1956 einen Baustopp für neue Verwaltungsgebäude. Die Bundesbauten in Bonn hatten nach Meinung des SPD-Abgeordneten Heinrich Ritzel einen größeren Umfang angenommen als ursprünglich vorgesehen, im Falle eines Umzugs der Regierung nach Berlin sei eine Nachfolgenutzung dieser Gebäude unklar. Die Gewerkschaft Nahrung-Genuss-Gaststätten stellte fest, dass anstelle der Kaserne 750 neue Wohnungen gebaut werden könnten. Die Regierung unter Konrad Adenauer setzte den Beginn der Arbeiten aber durch.

### 1000-Mann-Kaserne
Ab 1956 wurde zunächst eine siedlungsmäßig angelegte Kaserne mit zwei- und dreistöckigen Häusern mit Satteldach errichtet. Diese Anlage wurde wegen der geplanten Kapazitätsgröße von der Regierung als 1000-Mann-Kaserne bezeichnet. Es war die erste Nachkriegskaserne der Bundesrepublik Deutschland. Die am Fontainengraben 150 liegende Anlage steht heute als Baudenkmal unter Denkmalschutz. Aufgrund der Anordnung der Gebäude wurde sie auch „Wagenburg“ genannt, wohl auch, da keine Hierarchisierung der Anlage erfolgte: Die dezentrale Gebäudeanordnung ohne Sonderbauten für militärische Ränge und die u-förmige Anordnung mit einer mittig gelegenen Grünfläche ließen einen Kasernenkomplex entstehen, der das Bestreben der jungen Bundesrepublik zeigte, „das neu gewonnene Demokratieverständnis in städtebaulich und architektonisch aufgelockerten individuellen Ordnungen“ umzusetzen. Diese Bauweise wurde erstmals bei einer deutschen Kasernenanlage angewandt und war richtungsweisend für weitere Kasernenneubauten im Bundesgebiet. Ein Nachtrag zum Bundeshaushaltsplan für das Jahr 1956 bezifferte die Gesamtkosten der Anlage mit DM 16,2 Millionen (Tit.: 751).
Die mit Hochdruck errichtete Anlage wurde vom damaligen Verteidigungsminister, Theodor Blank, im Juni 1956 eingeweiht. Zu dem Zeitpunkt gehörte die Hardthöhe noch zu Duisdorf, die Eingemeindung nach Bonn erfolgte erst 1969. Die Kasernengebäude wurden nicht von der Truppe, sondern nur als Büros für einige ausgelagerte Abteilungen des Verteidigungsministeriums genutzt.

### Bundesministerium der Verteidigung
Im Jahr 1960 begann die Verlegung des Ministeriums von der Ermekeilkaserne auf die Hardthöhe. Neben den dort bereits vorhandenen Gebäuden wurden weitere errichtet. Unter Verteidigungsminister Franz Josef Strauß erfolgte noch 1960 der Umzug.
Als 1960 das Bundesverteidigungsministerium mit den Planungen zu seiner Verlegung von der Ermekeilkaserne auf die Hardthöhe begann, bestanden dort bereits ein ehemaliger Standortübungsplatz und eine nach Form einer Siedlung angelegte Kaserne. Dieser ab 1956 entstandenen, auch „Wagenburg“ genannten „1000-Mann“-Kaserne benachbart waren in Reihenbauweise vier Bürohäuser, gedeckt mit Satteldächern. Neugebaut wurden bis Mitte der 1960er-Jahre durch die Bundesbaudirektion für insgesamt etwa 3500 Beschäftigte fünf sechsgeschossige und miteinander verbundene Bürohäuser („200er Häuser“), ein zehnstöckiges Hochhaus, ein dreigeschossiger so genannter „Ministerbau“, ein Kasinogebäude sowie ein zweigeschossiger Sitzungssaalbau. Von 1966 bis 1968 folgte im Süden der Bau der damaligen Hauptstelle des Maschinentechnischen Berichtswesens, im Westen von 1967 bis 1968 ein Sanitätsbereich (Architekt: u. a. Ernst van Dorp). Das zentrale Eingangs- und Wachgebäude (Nordwache) entstand 1969 im Norden des Geländes. 1971 wurde der Truppenbereich für das Stabs- und Versorgungsbataillon ausgebaut.

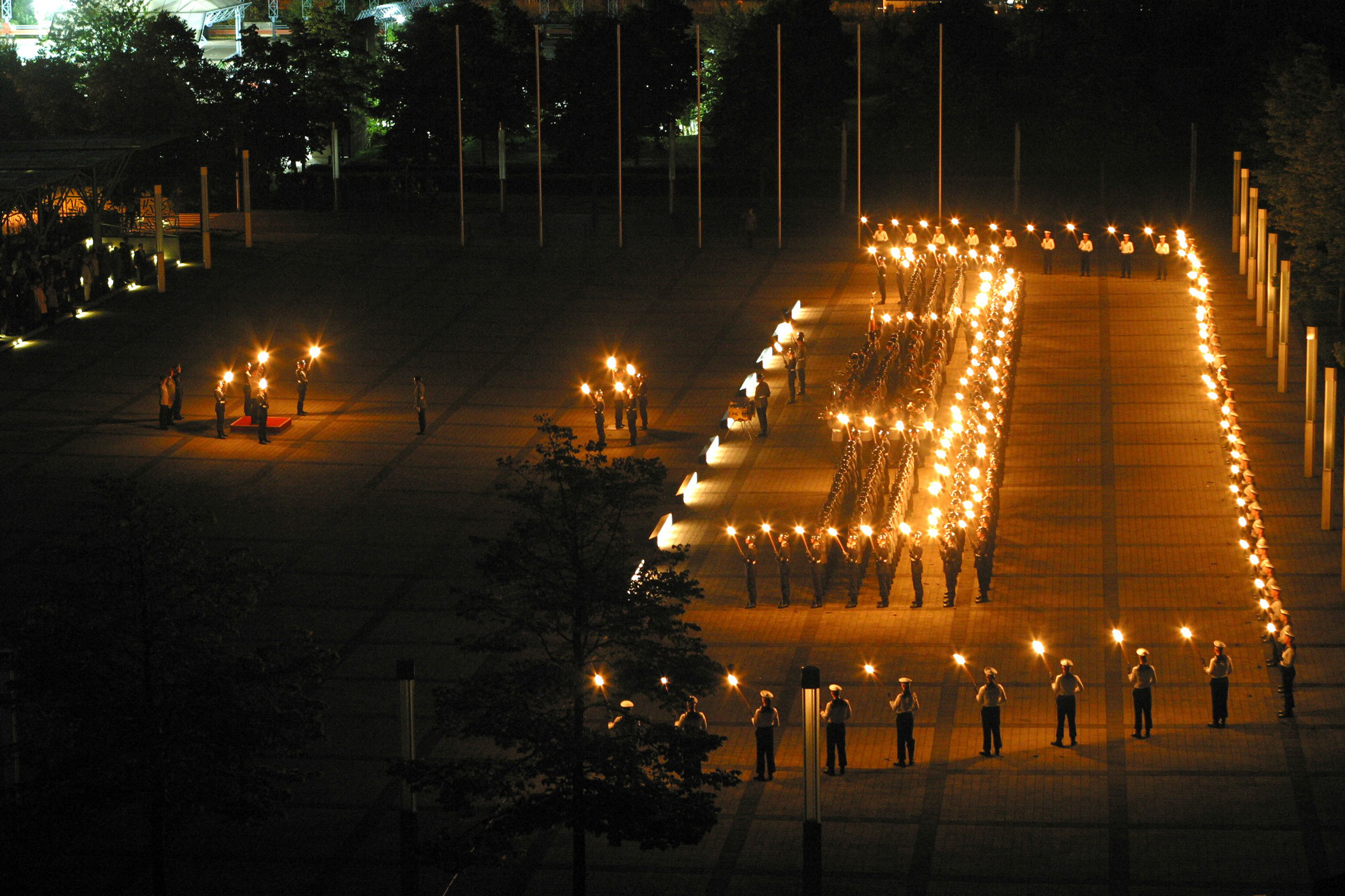
Großer Zapfenstreich auf der Hardthöhe (2002)

Eine umfangreiche Erweiterung erfuhr die Liegenschaft Hardthöhe in Folge eines 1973 ausgelobten Hochbauwettbewerbs von 1979 bis 1987, als den Bestandsbauten mit dem Inneren Dienst (bis 1983) und dem sogenannten Zentralbereich (bis 1987) eine Bürofläche von 50.000 Quadratmetern hinzugefügt wurde. Verantwortlich für diese Bauten war die im Wettbewerb erstplatzierte Planungsgruppe Groth und Lehmann-Walter. In einem weiteren Bauabschnitt folgten auf Grundlage eines erneuten Architektenwettbewerbs im Jahre 1986 bis 1997 das neue Ministergebäude und ein pyramidenförmiges Südkasino, geplant vom Bad Nauheimer Architekten Johannes Peter Hölzinger. In den 1990er Jahren wurde mit der Sanierung der zum Teil denkmalgeschützten Gebäude aus den 1950er und 1960er Jahren begonnen. Gebäude aus den 1950er Jahren wurden auf die ursprüngliche Gestaltung zurückgeführt.
Im März 1997 wurde mit dem Bau einer neuen direkten Straßenanbindung der bisher nur provisorisch angeschlossenen Südwache begonnen und im April 1998 eröffnet. Im Jahre 2000 wurde die Standortschießanlage auf der Hardthöhe geschlossen. Von 2000 bis 2002 wurde das nicht mehr zeitgemäße Sanitätszentrum der Bundeswehr durch einen Neubau erweitert und bis 2006 auch der Bestandsbau umgebaut.
Die „1000-Mann-Kaserne“ wurde von 2004 bis 2006 vom Bundesamt für Bauwesen und Raumordnung erneut saniert. Die Umgestaltung der Außenanlagen soll die ästhetische und funktionale Haltung der 1950er Jahre würdigen. Die Gebäude sowie Ver- und Entsorgungstrassen wurden auf Basis umfangreicher Bestandsaufnahmen und analytischer Bewertungen hinsichtlich einer ökologischen Aufwertung der Anlage modernisiert. Im Bereich der Parkplätze wurde partiell Fugenpflaster gesetzt. Anfallendes Oberflächenwasser der Stellplätze und Dachwasser wird seitdem in modellierte Versickerungsmulden geleitet.
Die sogenannte Nordwache wurde in den Jahren 2006–08 und 2010–11 erneuert. Anfang 2013 zog das Bundesamt für Infrastruktur, Umweltschutz und Dienstleistungen der Bundeswehr von der Ermekeilkaserne auf die Hardthöhe. Von 2018 bis 2020 entstand als Ersatz für das schon länger durch ein Provisorium abgelöste baufällige Nordkasino anstelle des Vorgängerbaus eine neue Behördenkantine und von 2018 bis 2021 erhielt auch die von der Bundeswehr betriebene, außerhalb des militärischen Sicherheitsbereichs befindliche Kindertagesstätte einen Neubau.

## Dienststellen in der Liegenschaft
Folgende Dienststellen sind in der Liegenschaft „Hardthöhe“ (Fointainengraben 150) stationiert:
- Bundesministerium der Verteidigung (Erster Dienstsitz)
  - Stabsquartier beim Bundesministerium der Verteidigung
  - Leistungsinformationszentrale BMVg – Lagetechnikzentrale Bonn
  - Leistungsinformationszentrale BMVg – Stabsmeldezentrale Bonn
  - Ansprechstelle Diskriminierung und Gewalt in der Bundeswehr
- Bundesamt für Infrastruktur, Umweltschutz und Dienstleistungen der Bundeswehr
- Kommando Informationstechnik der Bundeswehr
- Kommando Streitkräftebasis
- Streitkräfteamt
  - DV-Lager beim Streitkräfteamt
- Sanitätsversorgungszentrum Bonn
- Facharztzentrum Bonn
- 6./Feldjägerregiment 2 (Feldjägerdienstkommando Bonn)
- Evangelisches Militärpfarramt Bonn II
- Unterstützungspersonal Standortältester Bonn
- Jugendoffizier Bonn
- Zentrum Digitalisierung der Bundeswehr und Fähigkeitsentwicklung Cyber- und Informationsraum

## Hubschrauberlandeplatz
Am Südrand der Hardthöhe (50° 41′ 47,4″ N, 7° 2′ 42,4″ O) befindet sich ein Hubschrauberlandeplatz (ICAO-Code: ETHH). Er wurde ursprünglich in den 1960er-Jahren für einen gelegentlichen Betrieb eingerichtet und später als Flugplatz mit Landebefeuerungsanlage, Feuerwehr und eigenem Abfertigungsgebäude mit Zollabfertigung ausgebaut. Im Jahre 1989 verzeichnete er 2012 Starts und Landungen. Um die Lärmbelästigung für das naheliegende Wohngebiet Brüser Berg und die dortigen Schulen zu reduzieren, wurde 1990 an der Ostseite des Landeplatzes ein Lärmschutzwall aufgeschüttet; für 1992 war zur Reduzierung der Flugbewegungen die Einrichtung einer Tankstelle geplant. Da er nur als Außenlandeplatz nach dem Luftverkehrsgesetz eingeordnet war bzw. ist, musste der noch im Jahr 2000 bestehende regelmäßige Flugbetrieb als illegal gelten. Heute wird der Flugplatz nicht mehr im früheren Ausmaße betrieben.

## Wohn- und Dienstgebäude des Ministers
1964 entstand am nördlichen Rand der Liegenschaft Hardthöhe (50° 42′ 13,8″ N, 7° 2′ 27,2″ O) nach Entwurf und unter Gesamtleitung der Bundesbaudirektion das Wohn- und Dienstgebäude für den Bundesminister der Verteidigung. Noch für den Amtsinhaber Franz Josef Strauß geplant, bezog in Folge dessen Rücktritts letztlich als erster Minister Kai-Uwe von Hassel den Bungalow. Das Gebäude gliedert sich in einen eingeschossigen Wohn-, Arbeits- und Repräsentationsteil und einen dem Tal zugewandten, versetzt angeordneten zweigeschossigen privaten Wohntrakt, der Schlaf- und Kinderzimmer beinhaltete. Nach dem Attentat auf den damaligen Bundesinnenminister Wolfgang Schäuble bezog dieser aus Sicherheitsgründen den Bungalow, der für ihn barrierefrei umgebaut wurde. Schäuble bewohnte ihn auch ohne Ministeramt noch bis über die Bundestagswahl 1998 hinaus. Seit dessen Auszug in Folge des Umzugs von Parlament und Regierung nach Berlin war der Bungalow lange ungenutzt. Mittlerweile wurde das Gebäude abgerissen.